# Ubuntu Lite
Ubuntu Lite és una versió d'Ubuntu GNU/Linux pensada per treballar en ordinadors lents.
El seu eslògan és 'Ubuntu Power for Slow Machines', que vol dir 'El poder d'Ubuntu per Màquines Lentes'.
Ubuntu Lite és, concretament, un projecte independent per crear una distribució basada en Ubuntu capaç de funcionar en un màquinari tan limitat com un Pentium de 200 MHz amb 64 Mb de RAM. Al contrari que altres variants d'Ubuntu, Ubuntu Lite s'enfoca a paquets de programari que tingui un consum de recursos baix.